# Conus gilvus
Espèce
Statut de conservation UICN

 LC  : Préoccupation mineure
Conus gilvus est une espèce de mollusques gastéropodes marins de la famille des Conidae.
Comme toutes les espèces du genre Conus, ces escargots sont prédateurs et venimeux. Ils sont capables de « piquer » les humains et doivent donc être manipulés avec précaution, voire pas du tout.

## Description
La taille de la coquille varie entre 24 mm et 38 mm.

## Distribution
Cette espèce marine est présente au large de la Nouvelle Guinée, des Îles Salomon et de l'Indonésie.

### Niveau de risque d’extinction de l’espèce
Selon l'analyse de l'UICN réalisée en 2011 pour la définition du niveau de risque d'extinction, Cette espèce se trouve en Papouasie-Nouvelle-Guinée, dans les îles Salomon et à Florès, en Indonésie. Il s'agit d'une espèce à large aire de répartition et elle est peu commune dans toute son aire de répartition. Il n'y a pas de menaces majeures connues, elle est donc classée dans la catégorie préoccupation mineure. L'espèce est endémique à l'Indonésie.

## Taxonomie

### Publication originale
L'espèce Conus gilvus a été décrite pour la première fois en 1849 par l'éditeur et naturaliste britannique Lovell Augustus Reeve (1814-1865) dans la publication intitulée « Conchologia Iconica »,.

### Synonymes
- Conus (Phasmoconus) gilvus Reeve, 1849 · appellation alternative
- Phasmoconus gilvus (Reeve, 1849) · non accepté

## Identifiants taxinomiques
Chaque taxon catalogué par les bases de données biologiques et taxonomiques possède un identifiant qui permet d'établir un point de référence. Les identifiants de Conus gilvus dans les principales bases sont les suivants :
CoL : XXGQ - GBIF : 5795780 - iNaturalist : 431989 - IRMNG : 10886933 - TAXREF : 155506 - UICN : 192317 - WoRMS : 429584 - ZOBODAT : 121119